# Buraka Som Sistema
Buraka Som Sistema foi uma banda portuguesa, com integrantes portugueses e angolanos, cuja sonoridade se integra no género musical Kuduro; O seu primeiro grande sucesso foi a música "Yah!", em 2006, com a participação de Petty, seguindo-se novo sucesso com "Wawaba". Mais tarde, chegaram a colaborar inclusivamente com a superestrela internacional M.I.A. 
Foram um dos projetos musicais portugueses com mais projeção internacional na década de 2000 e de 2010.
Embora tivesse várias influências musicais, a banda ficou mais conhecida pela sonoridade que eles próprios apelidaram inicialmente de "Kuduro progressivo", de modo a fazer perceber a ponte que faziam entre o Kuduro e as tendências mais inovadoras da chamada dance music de então. Mais tarde, Conductor, um dos membros da banda descreveu a sonoridade da mesma como ""Global Bass Music Meets Live Afro Punk" (Música Bass Global misturada com Afro Punk ao vivo).

## História
Em 2006, Kalaf Ângelo Epalanga, João Barbosa (Branko [en]) e Rui Pité (Riot) formavam os 1-Uik Project quando ouviram músicas do Conjunto Ngonguenha, de Condutor (Andro del Pozo) e Luaty Beirão. Kalaf decidiu contatar Condutor e convidou-o para juntar-se ao seu grupo, dando assim início aos Buraka Som Sistema . 
Em 2008, os Buraka Som Sistema lançaram a canção "Sound of Kuduro". Esta conta com a participação de M.I.A, DJ Znobia, Saborosa e Puto Prata, sendo este o primeiro single do álbum Black Diamond, que foi lançado no verão de 2008. A editar pela Enchufada, em parceria com a Sony BMG, foi o primeiro álbum dos Buraka Som Sistema, que sucedeu o badalado EP From Buraka to the World, de 2006, que deu a conhecer o kuduro do conjunto. 
Depois de Petty e Pongo Love (as únicas vocalistas a participarem em projetos da banda), Blaya integra a formação dos Buraka Som Sistema, inicialmente como bailaria.  
Em outubro de 2011, o grupo lançou o seu 2.º álbum, Komba. O primeiro single do álbum foi "Hangover (Bababa)".
Em 2014, a banda lançou o seu terceiro álbum, Buraka. 
Os Buraka Som Sistema deram o seu último concerto a 1 de julho de 2016, em Lisboa, e estão, desde então, em hiato.

### Origem do nome
Apesar de não viverem na Buraca, é naquela freguesia do concelho Amadora, nos arredores de Lisboa, que o quarteto se inspirou para dar nome ao grupo e com base na "celebração da diversidade, das diversas nacionalidades que falam português", como explica Branko numa entrevista ao semanário O Novo .

## Membros
Os seus membros eram Branko, Riot, Kalaf, Conductor, Blaya.

## Discografia[8]

### Álbuns de estúdio
| Ano  | Álbum                                                                                        | Tabelas de vendas | Tabelas de vendas | Tabelas de vendas | Vendas                                          | Certificações (Vendas]) |
| Ano  | Álbum                                                                                        | POR               | BEL               | Reino Unido       | Vendas                                          | Certificações (Vendas]) |
| ---- | -------------------------------------------------------------------------------------------- | ----------------- | ----------------- | ----------------- | ----------------------------------------------- | ----------------------- |
| 2006 | From Buraka to the World - Lançado originalmente como EP - Mais tarde lançado como álbum     | —                 | —                 | —                 | - POR:-                                         | - AFP: -                |
| 2008 | Sound of Kuduro - Lançado originalmente como EP - Lançado como single no álbum Black Diamond | —                 | —                 | —                 | - POR:-                                         |                         |
| 2008 | Black Diamond - Álbum de estúdio - Lançado: Setembro, 2008                                   | 7                 | 54                | —                 | - POR: 10,000+ - BEL:- - RU:- - Mundial:20,000+ | - AFP:Ouro              |
| 2011 | Komba - Álbum de estúdio - Lançado: outubro de 2011                                          | 4                 |                   |                   | - POR: - BEL: - RU: - Mundial:                  | - AFP:                  |
| 2014 | Buraka - Álbum de estúdio                                                                    | 6                 |                   |                   |                                                 |                         |

### Singles
| Ano  | Título                                  | Posição na Tabela | Posição na Tabela | Posição na Tabela | Posição na Tabela | Álbum                    |
| Ano  | Título                                  | POR               | ESP               | BEL               | EUR               | Álbum                    |
| ---- | --------------------------------------- | ----------------- | ----------------- | ----------------- | ----------------- | ------------------------ |
| 2007 | "Yah"                                   | 24                | -                 | -                 | -                 | From Buraka To The World |
| 2007 | "Wawaba (v. 1.8)"                       | 1                 | -                 | -                 | -                 |                          |
| 2008 | "Sound of Kuduro" com DJ Znobia, M.I.A. | 29                | -                 | -                 | -                 | Black Diamond            |
| 2008 | "Kalemba (Wegue Wegue)"                 | 1                 | 1                 | -                 | 87                | Black Diamond            |
| 2009 | "Aqui Para Vocês (com Deize Tigrona)"   | 10                | -                 | -                 | 91                | Black Diamond            |
| 2011 | "Hangover (BaBaBa) "                    | 39                | -                 | -                 | -                 | Komba                    |
| 2011 | "(We Stay) Up All Night"                | 39                | -                 | -                 | -                 | Komba                    |
| 2014 | "Stoopid"                               |                   |                   |                   |                   | Buraka                   |

## Prémios

### MTV Europe Music Awards
Nos MTV Europe Music Awards de 2007, foram oitavo (de 19) no Concurso Internacional Novos Sons da Europa e foram um dos nomeados para a categoria de Melhor Artista Português, perdendo para os Da Weasel. 
No MTV Europe Music Awards 2008, eles foram agraciados com o prémio de Melhor Artista Português e foram nomeados para Melhor Artista Europeu. Nessa última edição, chegaram a tocar "Sound of Kuduro" - sem M.I.A. nem os vocalistas angolanos -, uma atuação que foi transmitida apenas pela MTV Portugal. 
Em 2009, foram nomeados pela terceira vez consecutiva para o prémio de Melhor Artista Português, acabando por perder para os Xutos & Pontapés.

### Globos de Ouro
Os Globos de Ouro são uma premiação anual da estação de televisão portuguesa SIC e da revista Caras. Os Buraka Som Sistema ganharam o prémio de Grupo do Ano em 2009 nesta mesma premiação

## Curiosidades
- A música "Hangover (BaBaBa)" está presente no videojogo Just Dance 2016.
- A música "Kalemba (Wegue Wegue)" foi incluída nas trilhas sonoras dos videojogos Need for Speed: Shift - que conta com várias músicas de sucesso internacional - e FIFA 10.